# وصي العرش (آل التنين)
«وصي العرش» (بالإنجليزية: Regent)‏ هي الحلقة الخامسة للموسم الثاني من مسلسل إتش بي أو التلفزيوني الدرامي الخيالي آل التنين. كُتبت الحلقة من قبل تي ميكيل وإخراج كلير كيلنر، وتم بثها لأول مرة في 14 يوليو 2024.
في الحلقة، يعود إجون إلى كينجز لاندنج مصابًا بجروح خطيرة من معركة استراحة الرُّخ، مما يجعله غير قادر على الاستمرار في الحكم كملك. يجتمع المجلس الأخضر لتحديد من سيخدم كوصي أثناء تعافي إجون، بين والدته أليسنت وشقيقه إيموند. في هذه الأثناء، يسافر جِسيرس إلى التوأمتان لطلب الولاء من آل فراي. تعين رينيرا كورلِس كساعد لها، ويحاول ديمون كسب ولاء آل براكن.
في الولايات المتحدة، حصدت الحلقة 1.2 مليون مشاهدة خلال ليلة عرضها الأولى على التلفزيون الخطي وحده. وتلقت مراجعات إيجابية بشكل عام، حيث أشاد النقاد بالإخراج والكتابة وتطوّر الشخصيات وأداء الممثلين (خاصة أداءات أوليفيا كوك، إيما دارسي، مات سميث وإيوان ميتشل) ومشاهد ديمون في هارِنهال ومشاهد عامة الشعب في كينجز لاندنج والمشهد الأخير بين رينيرا وجِسيرس.

## الحبكة

### في كينجز لاندنج
يستعرض كريستون رأس ميليس عبر كينجز لاندنج، على الرغم من أن عامة الشعب، الذين يقتربون من المجاعة، يعتبرون ذلك فألًا سيئًا. لقد نجا إجون ولكنه في غيبوبة ومحترق بشدة، بينما يُفترض أن صنفاير مات؛ يمتنع كريستون عن إخبار أليسنت بما حدث بالفعل في المعركة. على الرغم من مطالبة أليسنت بأن تكون وصية على العرش، ينتخب المجلس الصغير إيموند بسبب جنسه. يأمر إيموند بإغلاق بوابات المدينة، بينما يحاول السُّكان، بما في ذلك الحداد هيو المطرقة وعائلته، الفرار. يحدق إيموند في العرش الحديدي بينما تسأل هيلينا عما إذا كان الأمر يستحق الثمن.

### في هارنهال وأراضي النهر
يحلم ديمون بسفاح القربى مع والدته التي تقول له أنه ابنها المفضل. يشارك في تجديد القلعة ويعلن عن رغبته في أن يطلق عليه اسم الملك بدلاً من الأمير أو الملك القرين، وبعد السير في كينجز لاندنج مع جيشه، يدعي أنه سيجلس على العرش حيث سيكون الملك ولرينيرا الحرية في الانضمام إليه إلى جانبه. يخبر ديمون ويليام بلاكوود أنه يريد من آل براكن أن يركعوا ويهددهم بنيران التنين؛ يرفض اللورد آموس براكن، ويرسل ديمون آل بلاكوود للاستيلاء على قلعة براكن، السياج الحجري، ليُجبر آل براكن على الولاء. آليس تخبر ديمون أنها تسمع المعاناة في الريح؛ ويسمع أصواتا مماثلة أيضا. نظرًا لأن آل بلاكوود نهبوا ودمروا أثناء عرضهم للافتات تارجارين، يظهر وفد أراضي النهر في هارِنهال ويندد بديمون باعتباره طاغية.
يطير جيس إلى التوأمتان حيث تتحكم عائلة فراي في عبور نهر الثالوث. حصل على ولائهم حتى يُسمح للقوات من الشمال بعبور النهر. في المقابل، يقدم لهم جيس هارِنهال.

### في العُش
أخبرت جين آرِن راينا أنها تريد تنينًا ناضجًا للحماية بدلاً من بيضتي التنين التي حصلت عليها. تقول راينا إن جين لم تحدد أبدًا الحجم ويجب أن تكون راضية عن الحصول على أكثر مما طلبت.

### في دريفتمارك
أُرسِلت بايلا من قبل رينيرا التي أرادت أن يكون كورليس يدها، وتسلمه بايلا السيجيل. حدادًا على زوجته، رفض في البداية، لكن بايلا أقنعته. يريد بدوره أن يجعلها وريثته، وهو ما ترفضه قائلة إنها من آل تارجارين وأن دريفتمارك بحاجة إلى فيلاريون.

### في دراجونستون
تعترف رينيرا بأنها غير مدربة على الحرب ولكنها تشير بحق إلى أن أعضاء المجلس الذكور ليسوا أكثر خبرة في الحرب منها بسبب فترة حكم الملك فِسيرس السلمية الطويلة. بمساعدة ميساريا، ترسل رينيرا خادمتها إلندا إلى كينجز لاندنج كجاسوسة، وترسل أيضًا عضو المجلس السير ألفريد بروم إلى هارِنهال للتحدث مع ديمون. تندب رينيرا افتقار حزبها إلى رُكّاب التنانين الذين يمكنهم هزيمة فاجهار، لكن جيس يقول أنه من الممكن العثور أشخاص يحملون دم فاليري داخل العوائل الأخرى؛ وقرروا البحث في سجلات الأنساب.

## الإنتاج

### الكتابة
حلقة «وصي العرش» كتبتها تي ميكيل، وهي أول مرة لها ككاتبة في المسلسل. يشير عنوان الحلقة إلى منصب الوصي الذي ناقشه المجلس الأخضر لملء المنصب الشاغر على العرش الحديدي الناتج عن عدم قدرة الملك إجون تارجارين على الحكم بسبب إصابته الشديدة في معركة استراحة الرُّخ.

### التصوير
الحلقة من إخراج كلير كيلنر. وهذا هو خامس رصيد إخراجي لها في المسلسل، بعد حلقات «ملك البحر الضيق»، و«نُنير الطريق»، و«المجلس الأخضر»، و«رينيرا القاسية».

### الطاقم
الحلقة من بطولة مات سميث، إيما دارسي، أوليفيا كوك، ستيف توسان، فابيان فرانكل، ماثيو نيدهام، سونويا ميزونو، توم غلين كارني، إيوان ميتشل، فيا سابان، هاري كوليت، بيثاني أنطونيا، فيبي كامبل، جيفرسون هول، فريدي فوكس، غايل رانكين، كورت إيجياوان، كيران بيو، إلورا تورشيا، وسيمون روسل بيل. ظهرت نانا بلونديل مرة أخرى لفترة وجيزة، بعد الحلقة السابقة، لتعيد تمثيل دورها كزوجة ديمون الثانية لاينا فيلاريون.
كما قدمت العديد من الشخصيات الجديدة: السيدة جين آرِن (أماندا كولن)، والسيدة سابيثا فراي (سارة وودورد)، واللورد فورست فراي (كينيث كولارد). بالإضافة إلى ذلك، تظهر والدة فِسيرس وديمون الأميرة أليسا تارجارين (إيميلين لامبرت) في تسلسل أحلامه.

## الاستقبال

### الاستقبال النقدي
قوبلت الحلقة بمراجعات نقدية إيجابية في الغالب. في مجمع المراجعة روتن توميتوز، حصل على نسبة موافقة تبلغ 91% بناءً على 11 مراجعة، بمتوسط تقييم 7.1/10.
منح أليك بوجالاد من دن أوف جيك الحلقة تقييمًا مثاليًا بـ5 من أصل 5 نجوم، وعلق على أن الحلقة «تثبت أن اللحظات الأكثر هدوءًا في آل التنين غالبًا ما تكون بنفس قوة التدمير الشديد. [...] بينما [ إنها] لا تحتوي على أي شيء على نفس المستوى الحركي لـ [المعركة في استراحة الرُّخ]، فهي لا تزال من بين أكثر ساعات السلسلة ضيقًا من حيث السرد والاتساق من حيث الموضوع حتى الآن. حصلت على 4 من أصل 5 نجوم من أماندا وايتنج من نسر وجوناثون ويلسون من جاهز للقطع الثابت، و3.5 من أصل 5 نجوم من جيمس هانت من سكرين رانت، و3.15 من أصل 5 نجوم من هالي وايتمير وايت من تي في فناتيك، و3 من أصل 5 نجوم من فاي واتسون من جيمز رادار+. لخص ويلسون مراجعته بالقول: «[المسلسل] يستقر بعد حلقة جامحة، حيث تعمل حلقة «وصي العرش» على حل عواقب معركة استراحة الرُّخ.» علق هانت قائلاً: «كان هذا جزءًا آخر مثير للاهتمام من [المسلسل]، مع الكثير من الأعمال الشخصية القوية بداخله.» كتبت واتسون: «بشكل عام، [الحلقة] لها لحظاتها الخاصة، لكنها غالبًا ما تكون متكررة وبطيئة للارتقاء إلى مستوى المرتفعات الشاهقة للمعارك ونيران التنين التي خضناها حتى الآن.»
سجلت هيلين أوهارا من آي جي إن النتيجة 8 من أصل 10، قائلة «إنها حلقة أخرى من حلقات التخطيط والانتظار من آل التنين. [...] ومع ذلك، هناك بعض الزخم للأمام وإحساس بأنها تحسب الأحداث. كايلي دراي من إيه. في. كلوب. صنفتها بـ «ب-» وقالت «في المجمل، [الحلقة] قوية ولكنها معاكسة إلى حد ما في أعقاب سلسلة المعارك الكبيرة الأسبوع الماضي.»،. بروما خوسلا من إندي واير أعطتها علامة «ج» قائلةً إن الحلقة «تفوح منها رائحة إعداد الطاولة المطلوب ولكن البسيط بعد تسلسل المعركة الكبرى الأسبوع الماضي.» بمراجعة الحلقة لفوربس، كتب إريك كين في حكمه: «ما يفعله آل التنين بشكل جيد للغاية هو شيء من هذا القبيل بطريقة ما. كمية هائلة من القصة في حلقة واحدة، والتنقل من شخصية أو مجموعة شخصيات إلى أخرى، دون عناء. إنه أمر كثير يجب استيعابه، ولكن ليس من الصعب أبدًا فهمه أو متابعته. لم تكن هذه حلقة مليئة بالإثارة مثل حلقة الأسبوع الماضي، ولكن حدثت الكثير من الأشياء المهمة حقًا عندما ترك الخضر والسود استراحة الرُّخ وهم يلعقون جراحهم ويستعدون لأي شيء سيأتي بعد ذلك.
تلقّى أداء الممثلين إشادة واسعة من النقاد، ولا سيما أداء كوك، ودارسي، وسميث وميتشل. وصف جيمس هانت أداء سميث بأنه «رائع»، بينما وصفت هالي وايتمير وايت أداء دارسي بأنه «ممتاز»، مضيفةً: «لقد أثبتوا مرة أخرى أنهم قادرون على تصوير مجموعة واسعة من المشاعر والمفاهيم بشكل لا تشوبه شائبة. في غضون ساعة، لقد غطوا الحزن والغضب والإحباط والنعمة.» أشادت فاي واتسون بكوك لتعاملها ببراعة مع الإحباط واليأس والغضب في شخصيتها، بينما أشاد إريك كين بالحضور الذي جلبه ميتشل إلى دور إيموند.
خص العديد من النقاد المشهد الأخير، والتوازي بين رينيرا وأليسنت في القتال للحفاظ على صوتهما في مجالسهم الصغيرة، ومشاهد عامة الشعب في كينجز لاندنج، وتطور شخصية إيموند وجِسيرس كأبرز أحداث الحلقة. وشملت الجوانب الأخرى التي أشاد بها النقاد اتجاه كيلنر، وكتابة ميكيل، والمكياج الاصطناعي والمؤثرات الخاصة، بالإضافة إلى مشاهد هارِنهال، والتي اعتبرها أحد المراجعين قصة بارزة. ومع ذلك، فإن قلة الوقت الذي يستطيع فيه كورليس تصوير حزنه على خسارة ريينِس قد تلقى انتقادات.

## وصلات خارجية
- وصي العرش على موقع IMDb (الإنجليزية)
- وصي العرش على موقع ميتاكريتيك (الإنجليزية)
- وصي العرش على موقع روتن توميتوز (الإنجليزية)